# 根室分屯基地
根室分屯基地（ねむろぶんとんきち、JASDF Nemuro Sub base）是日本航空自衛隊三泽基地的分屯基地，位于北海道根室市光洋町4-15，駐有第26警戒隊。使用J/FPS-2雷达。
分屯基地司令同时兼任第26警戒隊長。

## 配置部隊
- 第26警戒隊